# TARGET (Menschenrechtsorganisation)
Target e. V. Ruediger Nehberg – Gezielte Aktionen für Menschenrechte (Eigenschreibweise: TARGET ) ist eine Menschenrechtsorganisation mit Sitz in Rausdorf, Schleswig-Holstein. Den als gemeinnützig anerkannten Verein gründete Rüdiger Nehberg im September 2000 zusammen mit seiner späteren Frau Annette Weber und fünf weiteren Personen. Er nimmt über die Gründer hinaus nur Fördermitglieder auf. 
Hauptaufgabe ist der Einsatz gegen die Beschneidung weiblicher Genitalien, wie sie vor allem südlich der Sahara großflächig als Tradition verbreitet ist. Als weitere Aufgabe nennt der Verein die Unterstützung der Oiampi-Indianer im brasilianischen Amazonas-Regenwald.
Nehberg war erster Vorsitzender, Annette Nehberg-Weber Zweite Vorsitzende und Pressesprecherin.

## Pro-Islamische Allianz gegen weibliche Genitalverstümmelung
Target rief auch die Initiative Pro-Islamische Allianz gegen weibliche Genitalverstümmelung (PIA) ins Leben, die in vorwiegend islamischen Ländern gegen die Genitalverstümmelung von Frauen kämpft. Sie ist ein Zusammenschluss namhafter muslimischer Autoritäten, die die Tradition der Beschneidung weiblicher Genitalien als unvereinbar mit der Ethik des Islams bzw. „Sünde“ erklärten:

„Weibliche Genitalverstümmelung ist mit dem Koran und der Ethik des Islam unvereinbar. Sie ist Gottesanmaßung und eine Diskriminierung des Islam.“

Target möchte die Botschaft zusammen mit einflussreichen Rechtsgelehrten des Islam als Dogma durchsetzen. Nehberg verbreitete sie gemeinsam mit der des mauretanischen Großmufti Hamden Ould Tah („Der Islam sagt Nein zur weiblichen Genitalverstümmelung. Sie ist Sünde.“) während seiner Aktion „Karawane der Hoffnung“ in Mauretanien auf möglichst traditionelle Weise, um auch in den entlegensten Oasen möglichst viel Akzeptanz dafür zu erlangen. Unterstützt wurde diese Aktion durch die Schirmherrschaft von Ole von Beust, durch die mauretanische Regierung und durch führende islamische Gelehrte. Target durfte sogar ein fünf Meter langes Banner mit der aufgedruckten Fatwa an eine Moschee in Mauretanien hängen, welche als siebtgrößtes Heiligtum im islamischen Glauben gilt. Nächstes Ziel war es, die Fatwa an der Kaaba in Mekka, dem ersten Heiligtum des Islam, zu veröffentlichen.
Folgende Personen traten der PIA bei:
- Dr. Aziz Alkazaz, Deutsches Orientinstitut Hamburg (2002)
- Sultan Ali Mira Hanfary, religiöses Oberhaupt der Afar in Äthiopien (2002)
- Sultan Abdelkader Mohamed Humad, Dschibuti (2004)
- Grand Mufti Hamden Ould Tah, 1. Vorsitzender der mauretanischen Gelehrten (2004)
- Baba Ould Mata, Gelehrter, Mauretanien (2004)
- Abd-Er-Rahim, Hadschi, Imam, Mauretanien (2004)
- Bah Mohamed El Bechir, Imam, Mauretanien (2004)

Inzwischen fand der Verein weitere Unterstützer wie religiöse Oberhäupter, Sultane, Großmuftis und Clanführer. 
Der bislang größte Erfolg war die Einstufung der weiblichen Genitalverstümmelung als strafbares Verbrechen bei der Kairo-Konferenz in der al-Azhar-Universität im November 2006. Schirmherr war der Großmufti von Ägypten Ali Gomaa. Dort wurde die Beschneidung der weiblichen Genitalien in Form einer Fatwa als nach islamischem Recht verboten deklariert – die „Fatwa von Kairo“. Um das Ergebnis der Konferenz publik zu machen, hat 2008 der Verein das goldene Buch herausgegeben.